# Distretto di Žargalant (Hôvsgôl)
Il distretto di Žargalant  è uno dei ventitré distretti (sum) in cui è suddivisa la provincia del Hôvsgôl, in Mongolia. Conta una popolazione di 5.183 abitanti (censimento 2009).